# Oscar Pettiford

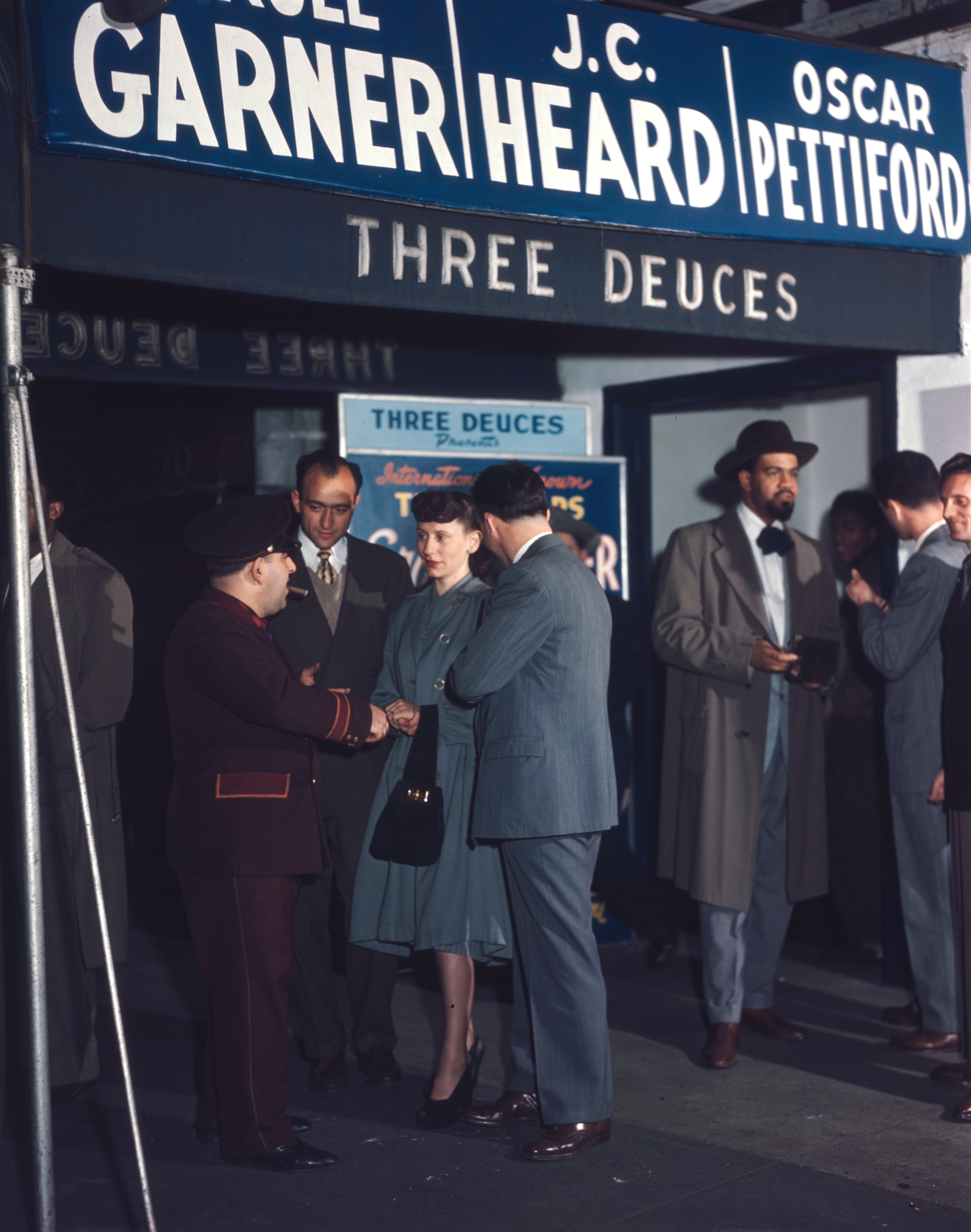
Banner repertuarowy z nazwiskiem Pettiforda w nowojorskim klubie Three Deuces, 1948

Oscar Pettiford, ps. „OP” (ur. 30 września 1922 w Okmulgee, zm. 8 września 1960 w Kopenhadze) – amerykański muzyk, kontrabasista i wiolonczelista jazzowy. Był pionierem stylu bebop i instrumentalnym następcą Jimmy’ego Blantona. Wraz z Charlesem Mingusem i Rayem Brownem należał do trójki najwybitniejszym basistów lat 1945–1960.

Oscar Pettiford: Moim powołaniem jest niesienie posłannictwa jazzu.

## Życiorys
Urodził się rezerwacie indiańskim w Oklahomie. Jego ojciec, Harry „Doc”, w połowie był Czirokezem, a w połowie Afroamerykaninem. Natomiast matka, nauczycielka muzyki, pochodziła z plemienia Czoktawów. Wielodzietna rodzina, zanim osiadła w Minneapolis, przez pewien czas prowadziła jako zespół muzyczny wędrowny tryb życia. „OP”, jak był nazywany, od dzieciństwa wykazywał talent muzyczny. Mając dziesięć lat tańczył i śpiewał w zespole rodzinnym. Jako dwunastolatek zaczął grać na fortepianie. Dwa lata później zamienił dotychczasowy instrument na kontrabas. Mimo że słynny kontrabasista Milt Hinton był pod wrażeniem jego nowatorskiego sposobu gry, w 1941 odstawił instrument i podjął stałą pracę, uważając że z muzyki się nie utrzyma. Kiedy po pięciu miesiącach spotkali się ponownie, Hinton zdołał go przekonać do powrotu do grania.
W 1942 rozpoczął karierę zawodowego muzyka jazzowego w zespole saksofonisty Charlie’ego Barneta. W roku następnym zwrócił na siebie uwagę słuchaczy dzięki uczestnictwu w słynnej sesji nagraniowej Colemana Hawkinsa The Man I Love. W tym czasie nagrywał również z pianistą Earlem Hinesem i saksofonistą Benem Websterem.
Na początku lat 40. w nowojorskim klubie Minton’s Playhouse odbywały się jam sessions, w których grał obok m.in. trębaczy Dizzy’ego Gillespiego i Roya Eldridga, pianisty Theloniousa Monka oraz perkusistów Kenny’ego Clarke’a i Maxa Roacha. Pianista Billy Taylor, wspominając  występ młodego kontrabasisty, powiedział: „’OP’ miał siłę i zdolności rytmiczne, żeby robić rzeczy na tym samym poziomie, co Dizzy Gillespie i Charlie Parker”. Uczestniczący w mintonowskich sesjach muzycy stworzyli nowy styl w jazzie, nazwany później „bebopem”. W 1943 wraz z Gillespiem prowadził zespół grający już nową muzykę. W 1945 wyjechał z Hawkinsem na krótko do Kalifornii. Efektem tej podróży był udział w filmie kryminalnym The Crimson Canary. Pojawili się na ekranie w jednym utworze, należącym do jazzowej ścieżki dźwiękowej obrazu. Jeszcze w 1945 po powrocie na Wschodnie Wybrzeże dołączył do orkiestry Duke’a Ellingtona, z którą pracował do 1948. Kolejny rok spędził w big-bandzie Woody’ego Hermana. Wtedy to podczas rehabilitacji po złamaniu ręki, noszonej jeszcze na temblaku, nie mogąc grać na kontrabasie, występował z wiolonczelą. Był pierwszym znaczącym solistą jazzowym grającym na tym instrumencie. „To niesamowite, ale na wiolonczeli uzyskał takie samo brzmienie, jak na basie – orzekł kontrabasista Christian McBride – tylko nieskazitelne, czyste nuty”.
W  następnym dziesięcioleciu prowadził głównie własne zespoły. Właśnie wtedy przypadkowo odkrył młodego, wybitnie utalentowanego saksofonistę i skromnego nauczyciela muzyki z Florydy – Juliana Adderleya (późniejszego „Cannonballa”). Podczas koncertu w nowojorskim klubie Café Bohemia jeden z muzyków przekonał go, żeby pozwolił młodemu instrumentaliście wyjść na scenę i odegrać solo, co Adderley zrobił w sposób imponujący.  Ponadto w latach 50. dużo nagrywał przede wszystkim jako sideman.
W 1958 wyjechał do Europy na tournée z The Carnegie Hall Jazz Band. Stary Kontynent tak mu się spodobał, że osiadł na stałe w Kopenhadze. Pracował i nagrywał zarówno z muzykami europejskimi, jak i amerykańskimi mieszkającymi w Europie. Byli to m.in. Hans Koller, Attila Zoller, Duško Gojković oraz Stan Getz, Bud Powell, Kenny Clarke i Lucky Thompson.
Zmarł w Kopenhadze w wieku 37 lat. Śmierć nastąpiła wskutek obrażeń doznanych w wypadku samochodowym.

## Dokonania

### Najpopularniejsze utwory
Tricotism, Laverne Walk, Bohemia after Dark, Swingin’ till the Girls Come Home, Chance it

### Dyskografia
Jako lider
- 1953 The New Oscar Pettiford Sextet (Debut)
- 1954
  - Oscar Pettiford Sextet (Vogue)
  - Oscar Pettiford (Bethlehem)
  - Basically Duke (Bethlehem)
- 1955 Another One (Bethlehem)
- 1956
  - Oscar Pettiford Volume 2
  - The Oscar Pettiford Orchestra in Hi-Fi (ABC/Paramount)
- 1957
  - The Oscar Pettiford Orchestra in Hi-Fi Volume Two (ABC/Paramount)
  - Winner’s Circle (Bethlehem)
- 1960 Oscar Pettiford – First Bass (JRC Records)
- 1986 Discoveries 1952–1957 (Savoy)
- 2013 Oscar Pettiford – Lost Tapes – Germany 1958/1959 (Jazzhaus)

Jako sideman
- 1944
  - Coleman Hawkins – Rainbow Mist (Delmark)
  - Earl Hines Trio/Ned Jaffe – Fats Waller Memorial
- 1953 Miles Davis The Young Man with a Horn (Blue Note)
- 1955
  - Miles Davis – The Musings of Miles (Prestige)
  - Thelonious Monk Plays Duke Ellington (Riverside)
  - Clark Terry (EmArcy Records)
- 1956 
  - Urbie Green – East Coast Series Vol. 6 (Bethlehem)
  - Miles Davis Volume 1/Miles Davis Volume 2 (Blue Note)
  - The Unique Thelonious Monk (Riverside)
  - Thelonious Monk – Brilliant Corners (Riverside)
  - Milt Jackson – Ballads & Blues (Atlantic)
- 1957
  - Kenny Dorham – Jazz Contrasts (OJC)
  - Coleman Hawkins – The Hawk Flies High (Riverside)
- 1958 Sonny Rollins – Freedom Suite (Riverside)
- 1984 Duke Ellington & Billy Strayhorn – Great Times! (Riverside)
- 2006 Duke Ellington – Carnegie Hall Concerts December 1947 (Prestige) – 2 CD
- 2007
  - Duke Ellington – Carnegie Hall Concerts December 1946 (Prestige) – 2 CD
  - Duke Ellington and His Orchestra 1949–1950 (Classics France)
- 1992 Woody Herman – Keeper of the Flame – The Complete Capitol Recordings of the Four Brothers Band (Capitol Jazz)